# Huvinshigli, Savanur
Huvinshigli là một làng thuộc tehsil Savanur, huyện Haveri, bang Karnataka, Ấn Độ.